# Marta Eriksdotter de Dinamarca
Marta Eriksdotter o Margarita Eriksdotter (1277-Næstved, 3 de octubre de 1341) fue una princesa danesa por nacimiento, y reina de Suecia como la esposa de Birger Magnusson. Era la tercera de los hijos del rey Erico V de Dinamarca y de Inés de Brandeburgo.

## Matrimonio e hijos
Se sabe que fue otorgada en matrimonio al entonces príncipe heredero Birger desde la década de 1280. No fue sino hasta 1296 que fue conducida a Suecia, y en 1298 se celebró la boda real en Estocolmo, el mismo año que Birger -formalmente rey desde 1290- alcanzaba la mayoría de edad y recibía el gobierno. En 1302, fue coronada reina de Suecia junto a Birger, en la ciudad de Söderköping.
Tuvo seis hijos:
- Magnus Birgersson (1300-1320), príncipe heredero de Suecia.
- Erico Birgersson.
- Inés Birgersdotter
- Catalina Birgersdotter
- dos hijos más fallecidos antes de 1320.

Apoyó a su marido en la guerra que éste sostuvo con sus hermanos, Erik y Valdemar, y logró el apoyo militar danés en favor de Birger. Tras los disturbios que provocaron la salida del rey en 1318, Marta le acompañó en su exilio hacia Dinamarca, donde vivirían bajo la protección del rey Erico Menved, hermano de Marta.
Enviudó en 1321, tras lo que recibió una pensión por parte de su segundo hermano, el rey Cristóbal II de Dinamarca, al igual que algunas posesiones. Fue sepultada en la Iglesia de San Benito, en la localidad de Ringsted, donde también había sido sepultado su esposo.